# Amperpettenbach

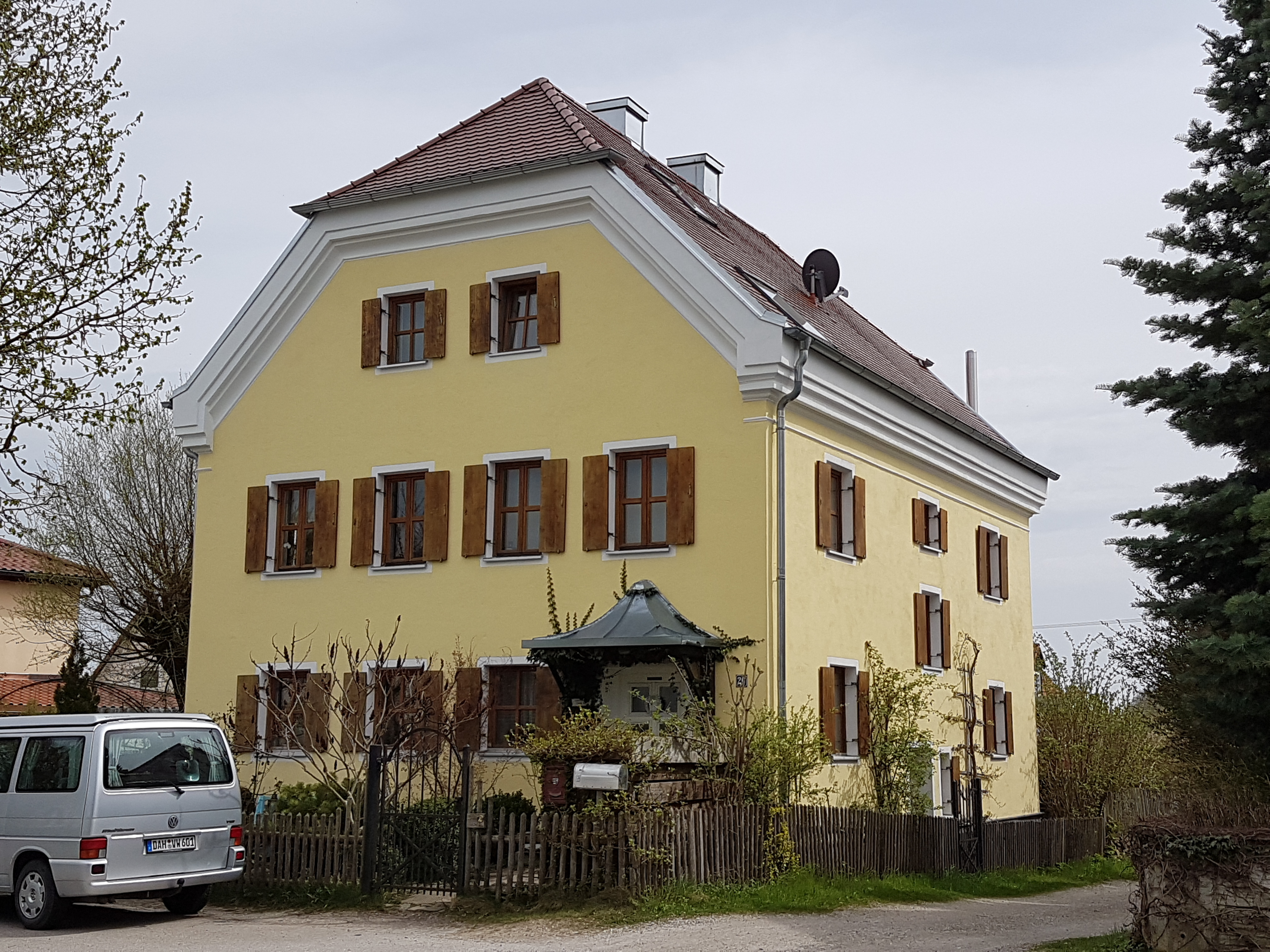
Heimatstil-Gebäude an der Alten Kreisstraße

Amperpettenbach ist ein Gemeindeteil von Haimhausen und eine Gemarkung im bayerischen Landkreis Dachau in Deutschland.
Das Kirchdorf liegt im Tal der Amper westlich der Kreisstraße DAH 3 rund zwölf Kilometer nordöstlich von Dachau und zwei Kilometer nordwestlich von Haimhausen.

## Geschichte
Der Ort wird 772 als Petinpah urkundlich erwähnt. Der Name des Ortes leitet sich aus dem Althochdeutschen und bedeutet Siedlung am Bach des Petto. Erst seit dem 18. Jahrhundert ist der Name Amperpettenbach in Verwendung zur Unterscheidung vom unweit liegenden Langenpettenbach.

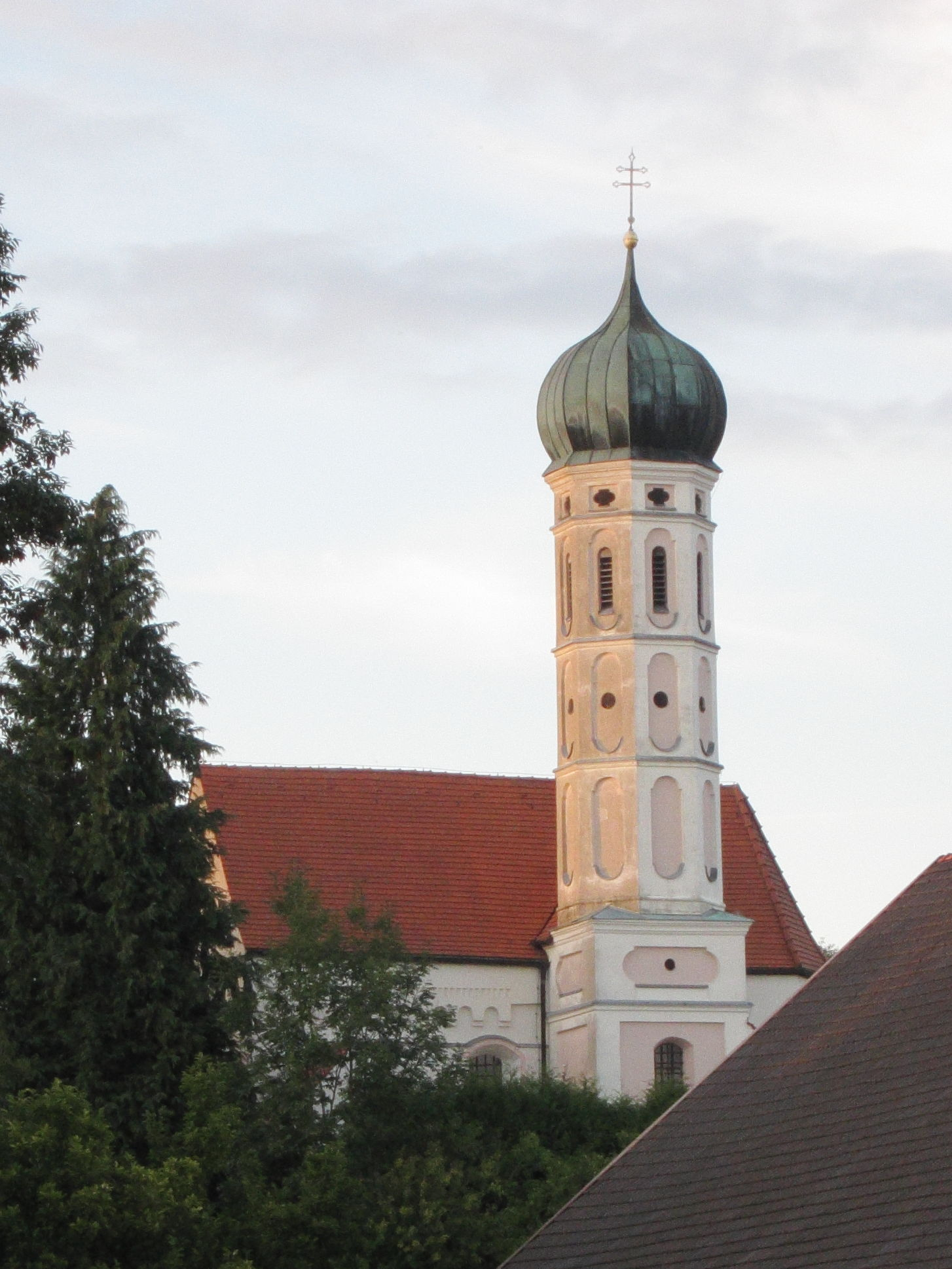
Kirche St. Martin

Die Gemeinde Amperpettenbach wurde im Zuge der kommunalen Neuordnung in Bayern am 1. Januar 1972 aufgelöst. Die Gemeindeteile Amperpettenbach, Hörgenbach, Oberndorf und Westerndorf wurden nach Haimhausen eingemeindet, Gänsstall und Sulzrain wurden nach Hebertshausen umgegliedert.

## Sehenswürdigkeiten
- Kirche St. Martin: Seit 1315 ist im Ort eine Kirche nachgewiesen. Der heutige Bau der St. Martinskirche auf einer kleinen Erhebung am nördlichen Dorfrand ist eine der wenigen Kirchen in Oberbayern, deren romanisches Langhaus nur marginal überformt ist.